# Acompsomyces corticariae
Acompsomyces corticariae är en svampart som beskrevs av Thaxt. 1901. Acompsomyces corticariae ingår i släktet Acompsomyces och familjen Laboulbeniaceae.   Inga underarter finns listade i Catalogue of Life.